# Louise Chandler Moulton
Louise Chandler Moulton (ur. 10 kwietnia 1835, zm. 10 sierpnia 1908 w Bostonie) – prozaiczka, poetka i krytyczka amerykańska. Urodziła się w miejscowości Pomfret w stanie Connecticut. Była córką Luciusa Lemela Chandlera i Rebekki (Rebecca) Clarke Chandler. W 1855 poślubiła bostońskiego wydawcę Williama U. Moultona. Dzięki niemu zaczęła publikować w The True Flag. W 1854 wydała pierwszy tomik wierszy This, That and the Other. Wkrótce opublikowała opowieść Juno Clifford (1855) i My Third Book (1859). Po dłuższej przerwie powróciła z książkami Bed-time Stories, Firelight Stories (1883) i Stories Told at Twilight (1890). Pisała krytyki do New York Tribune (1870-1876) i niedzielnego wydania Boston Herald (1886-1892). W 1876 wydała tomik Poems, wznowiony w Wielkiej Brytanii w 1877 pod tytułem Swallow-flights. W 1889 opublikowała tomik In the Garden of Dreams, który ugruntował jej pozycję poetki. Wydała też Miss Eyre from Boston and Other Stories i Lazy Tours in Spain (1896). Opublikowała wiersze angielskiego poety Philipa Bourke’a Marstona. Prowadziła też salon literacki w Bostonie. Odwiedzali go ważni autorzy, jak Ralph Waldo Emerson, James Russell Lowell, Henry Wadsworth Longfellow, John Greenleaf Whittier i Oliver Wendell Holmes. Pisała między innymi sonety. W 1909 ukazał się tomik The Poems and Sonnets of Louise Chandler Moulton.